# 시모오시촌
시모오시촌(下忍村)은 사이타마현 기타사이타마군에 있던 촌이다. 
현재의 고노스시, 일부는 교다시에 해당한다.  1955년에 후키아게정과 합병해 후키아게정이 되어 소멸하였다.

## 역사
- 1889년 4월 1일 - 정촌제 시행에 의해 기타사이타마군 시모오시촌이 성립하였다.
- 1955년 10월 1일 - 후키아게정 (초대)와 합병해, 새로운 후키아게정이 성립해, 동일 시모오시촌은 폐지되었다.

## 참고문헌
- 「角川日本地名大辞典」編纂委員会『角川日本地名大辞典 11 埼玉県』角川書店、1980年7月8日。ISBN 4040011104。